# Rolls-Royce Merlin

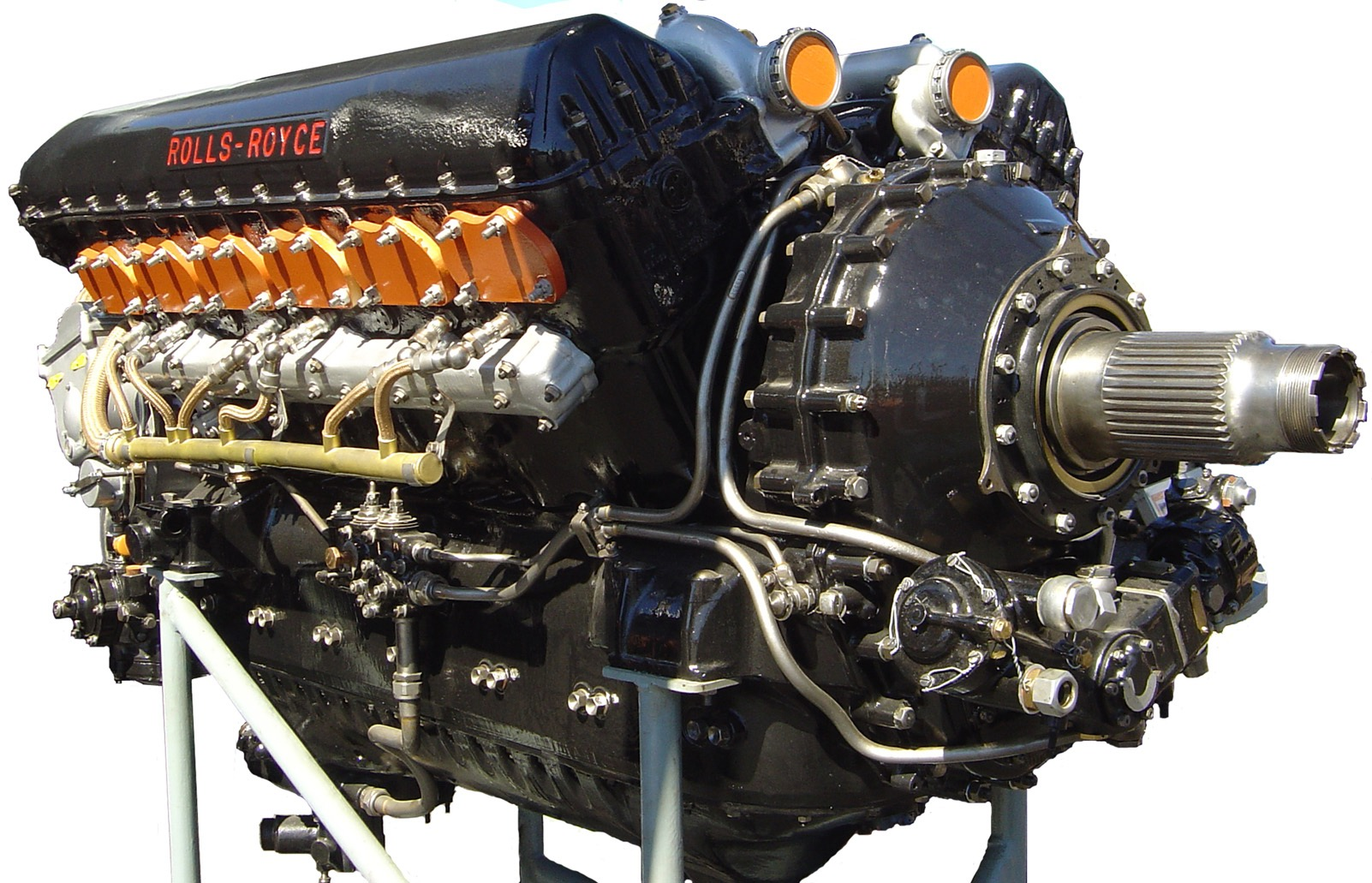
Vista frontal del motor d'aviació Rolls-Royce Merlin.

El Rolls-Royce Merlin és un motor de combustió britànic refrigerat per líquid utilitzat principalment com a motor d'aviació d'alt rendiment. El disseny és de 12 cilindres en V amb un cubicatge de 27 litres i una potència en altura superior als 1.500 cavalls. Dissenyat per Rolls-Royce a principis de la dècada els 1930 va ser designat originalment com a PV-12.
El PV-12 es va provar per primer cop l'any 1933 i va entrar en producció el 1936. El primer avió que va entrar en servei utilitzant el Merlin va ser el Fairey Battle, seguit pels famosos Hawker Hurricane i Supermarine Spitfire. De fet el motor es relaciona sobretot amb el caça Spitfire tot i que la major part de motor produïts es van destinar al bombarder pesat quatrimotor Avro Lancaster.
En total es fabricaren 149.659 motors Rolls-Royce Merlin. El seu preu era d'unes 2.000 lliures esterlines per motor, a les que calia sumar-hi 350 £ per l'hèlice.

## Especificacions (Merlin 61)
Informació de Jane's Fighting Aircraft of World War II:
- Tipus: motor de pistons d'aviació turbocarregat amb 12 cilindres en "V" (angle de 60°)
- Diàmetre del cilindre: 5,4 polzades (137,16 mm)
- Altura del cilindre: 6,0 polzades (152,4 mm)
- Cubicatge: 27 L
- Llargada: 88,7 polzades (225,3 cm)
- Amplada: 30,8 polzades (78,1 cm)
- Altura: 40 polzades (101,6 cm)
- Pes: 1.640 lliures (744 kg)
- Sistema de vàlvules: 4 vàlvules per cilindre (2 d'injecció i 2 d'escapament), les d'escapament refrigerades amb sodi.
- Turbo-compressor: Amb 2 etapes i 2 velocitats. Pressió del turbo enllaçada automàticament amb l'accelerador. Refrigerador d'aire (intercooler) entre la segona etapa i el motor.
- Sistema de combustible: Carburador Rolls-Royce/S.U. amb control automàtic de la barreja de combustible i aire. Dues bombes de combustible independents.
- Tipus de combustible: gasolina de 100/130 octans.
- Sistema de lubrificació: Càrter sec amb una bomba de pressió i dues de descàrrega.
- Sistema de refrigeració: refrigerant líquid a pressió compost per un 70% aigua i un 30% etilenglicol. Sistemes de refrigeració independents entre el motor i el sistema de turbo-compressió.
- Potència:
- 1.290 CV (962 kW) a 3.000 rpm durant l'enlairament.
- 1.565 CV (1.167 kW) at 3.000 rpm a 12.250 peus (3.740 m, marxa MS)[nb 1]
- 1.580 CV (1.178 kW) at 3.000 rpm a 23.500 ft (7.200 m, marxa FS)
- Potència específica: 43,6 kW/L
- Relació de compressió: 6:1
- Consum de combustible: Mínim 39 galons/h (177 L/h), màxim 88 gal/h (400 L/h)[nb 2]
- Potència/pes: 1,58 kW/kg a màxima potència
- Relació de reducció: 0,42:1